# Panesthia obtusa
Panesthia obtusa är en kackerlacksart som beskrevs av Shaw 1918. Panesthia obtusa ingår i släktet Panesthia och familjen jättekackerlackor. Inga underarter finns listade i Catalogue of Life.